# Isstalaktit
En isstalaktit, även känd som brinicle (saltlake och istapp heter brine respektive icicle på engelska, vilka kombinerats till brinicle) bildas under havsisen när havsströmmar av extremt kall saltlake tillförs ett område med havsvatten. Formationen som skapas liknar då en stalaktit eller istapp som är fäst på undersidan av havsisen. Fenomenet som är känt sedan 1960-talet har enligt en generellt accepterad modell beskrivits av oceanografen Seelye Martin år 1974. Första gången bildandet av isstalaktit har filmats var 2011 av filmproducenten Kathryn Jeffs med kameramännen Hugh Miller och Doug Anderson för BBC-serien Frozen Planet.